# Saint-Hilaire (Puy-de-Dôme)
Saint-Hilaire é uma comuna francesa na região administrativa de Auvérnia-Ródano-Alpes, no departamento de Puy-de-Dôme. Estende-se por uma área de 17,63 km². Em 2010 a comuna tinha 160 habitantes (densidade: 9,1 hab./km²).